# 実測図 (考古学)

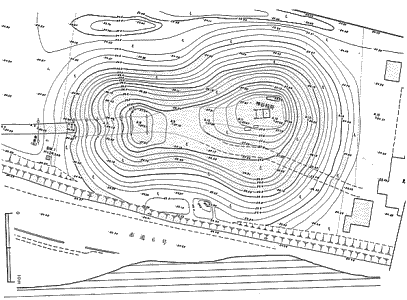
蛇喰古墳（茨城県牛久市）の墳丘平面および立面図。

手焙形土器の実測図イメージ。なお実際の発掘調査整理作業や、考古学研究の場における実測図は方眼紙に描かれ、彩色することは通常しない。当図は報告書入稿用に実測図を転写したトレース図に近い。

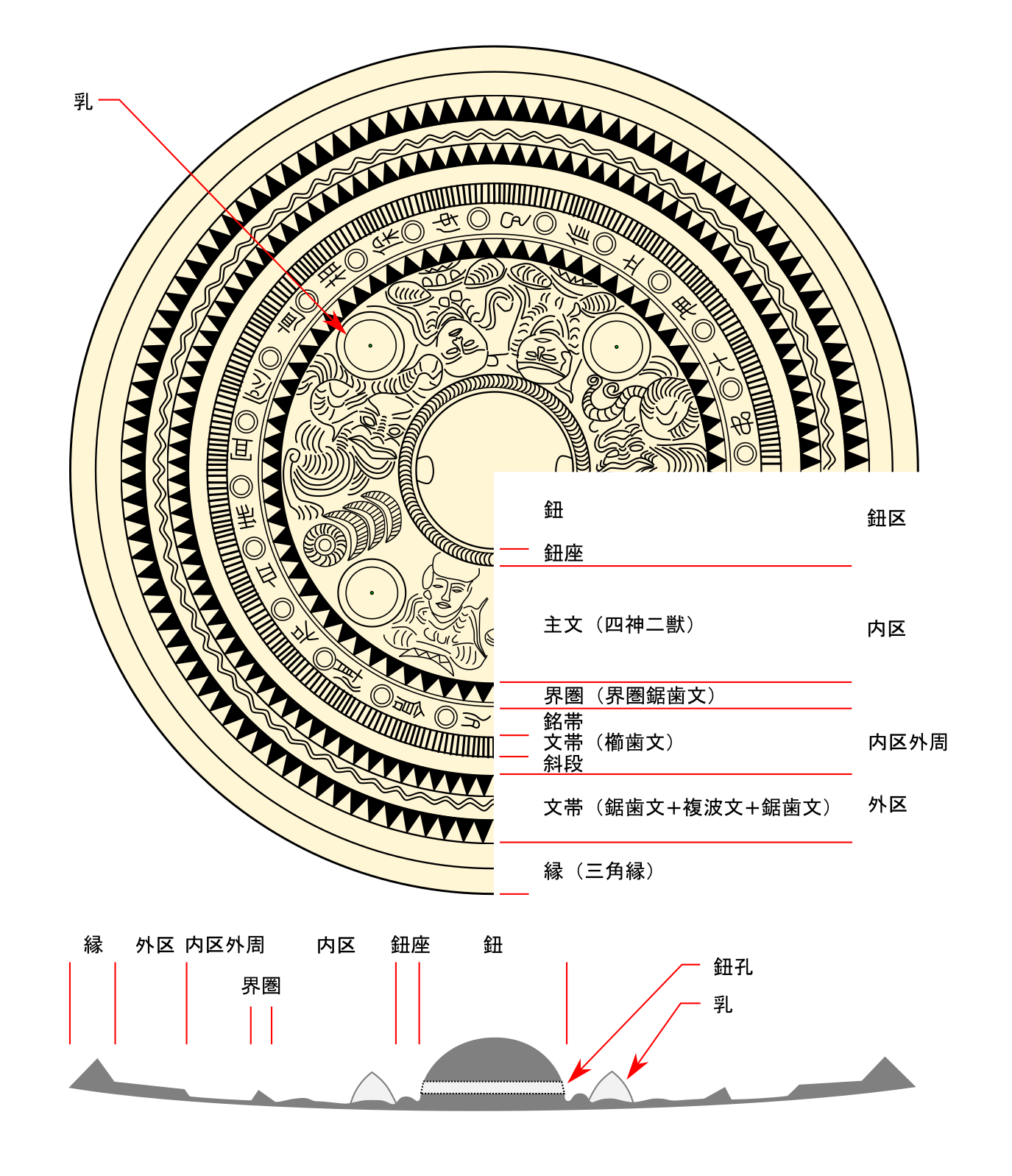
三角縁神獣鏡の実測図イメージ（※当図も実測後のトレース図に近い）。

実測図（じっそくず）とは、考古学において遺跡の発掘調査により検出された各種遺構や、出土した各種遺物を測量、または計測して図化した成果図面のこと。

## 概要
遺構の場合その位置や形状・規模を、遺物の場合その形状・大きさを実際に測量ないし計測して作製した図のことをいう。発掘調査においては、「記録保存」の方法として写真撮影によって質感や色調を記録し、実測図によって遺構・遺物の客観的な位置、形状、規模を記録するという方法が併用されている。

## 遺構の実測図
考古学における遺構の実測図の作成法には、いくつか種類があるが、一般的には、
1. 表土の除去を行い、遺構が確認された面に国家座標によって10メートルグリッドを設定し、杭打ちを行う。

1. 平面図：10メートルグリッドの杭を基準に水糸によって1メートル方眼を作製し、遺構の形状をメジャーや平板を使用して測量し、図化する。現在は主にトータルステーション（光波測距儀）を用いた測量で、遺構の計測値を電子媒体に記録しデジタル処理で図化する（測量作業に時間的余裕がない場合には空中写真を撮影して電算処理を行って図化することもある。）。

1. 断面図：遺構の断面や遺構に溜まった土（覆土）の堆積状況を、現地で一定の水平の高さ（標高）を設定して、その高さから深さをメジャーなどで計測するか、真横から撮影した写真から、電算処理をおこなって理論上の真横からみた図を作製する。このような覆土の堆積状況を表現した断面図をとくにセクション図と呼ぶ。

2や3の場合、遺構の実測図は、慣例的に縮尺1/20か1/40で作製し（小規模なものは1/10）、発掘調査報告書作成時には、仕上がりが1/60、1/80（小規模なものは状況に応じる）などで掲載する場合が多い。

## 遺物の実測図
出土遺物は、出土遺跡、出土地点、出土遺構、遺物番号を注記し、破片を接合、復元した後に、その大きさ、形状を計測し、正射法で図化する。真弧（マーコとも）と呼ばれる一種のかたどり器や定規等を使用するのが伝統的な方法であったが、現在は、電子機器でディスプレイに投影して図化したり写真を電算処理して図化したりする機器が登場している。
出土遺物は、土器や陶磁器の場合、日本では、真横の正面の図で左半分が外面の文様や表面の加工や調整の痕跡、右半分が断面の厚みと内面の調整の痕跡を表現するのが一般的であるが、アメリカ、イギリス等の欧米諸国のものは逆（左半分が断面図）である。必要に応じて器の底面や蓋の上面、縄文土器などは、真横の正面全体と断面を表現する。